# Петраші (Псковська область)
Петраші (рос. Петраши) — присілок в Пустошкинському районі Псковської області Російської Федерації.
Населення становить 10 осіб. Входить до складу муніципального утворення Забєльська волость.

## Історія
Від 2015 року входить до складу муніципального утворення Забєльська волость.

## Населення
| 2002 | 2010 |
| ---- | ---- |
| 19   | ↘10  |